# Угорське королівство
Уго́рське королі́вство (угор. Magyar Királyság; лат. Regnum Hungariae; нім. Königreich Ungarn) — монархічна держава в Центральній Європі, яка існувала майже тисячоліття, від XI до XX століття. Постало з Угорського князівства як християнське королівство після коронації першого короля Стефана I в Естергомі приблизно в 1000 році, родина якого (династія Арпадів) керувала монархією протягом 300 років. Через османську окупацію центральних і південних територій Угорщини в XVI столітті країна була розділена на три частини: Королівську Угорщину (династії Габсбургів), Османську Угорщину та напів незалежне князівство Трансильванія. Дім Габсбургів утримував угорський престол після битви під Мохачем у 1526 році безперервно до 1918 року, а також відігравав ключову роль у визвольних війнах проти Османської імперії.
З 1867 року території, пов'язані з угорською короною, були включені до Австро-Угорщини під назвою Землі корони Святого Стефана. Монархічна держава припинила своє існування з поваленням останнього короля Карла IV у 1918 році, після чого Угорщина стала республікою. Королівство було номінально відновлено під час «регентства» 1920—1946 років, яке закінчилося радянською окупацією в 1946 році.
Угорське королівство було багато етнічною державою від свого заснування до Тріанонського договору й охоплювало територію сучасної Угорщини, Словаччини, Трансильванії та інших частин Румунії, Карпатської Русі (нині частина України), Воєводини (нині частина Сербії), Бургенланду (нині частина Австрії), Меджимур'я (нині частина Хорватії), Прекмур'я (нині частина Словенії) та кількох сіл, які тепер є частиною Польщі. З 1102 року до його складу входило також Хорватське королівство, перебуваючи з нею в особистій унії, об'єднане під проводом угорського короля.
За даними демографів, близько 80 відсотків населення складали угорці до битви під Мохачем, однак у середині XIX століття з 14 мільйонів населення менш ніж 6 мільйонів були угорцями через політику переселення та постійну імміграцію із сусідніх країн. Великі територіальні зміни зробили Угорщину етнічно однорідною після Першої світової війни. Понад дев'ять десятих населення сучасної Угорщини є етнічними угорцями і розмовляють угорською як рідною мовою.
Нині день першого короля Іштвана І (20 серпня) є національним святом в Угорщині в пам'ять про заснування держави (День заснування).

## Історичні періоди
Історія Угорської монархії поділяється на такі періоди:
- Угорське королівство під династією Арпадів (1000—1301)
- Угорське королівство під династією Анжу (1301—1526)
- Угорське королівство у складі володінь Габсбургів (1526—1867)
- Транслейтанія після Австро-Угорського компромісу в складі Австро-Угорщини (1867—1918)
- Відсутність монархії: Угорська Демократична республіка та Угорська радянська республіка (1918—1920)
- Угорське королівство під фашистськими режимами Міклоша Горті та Уряду національної єдности (1920—1946).

## Середні віки

### Угорське королівство Арпадів (1000—1301)

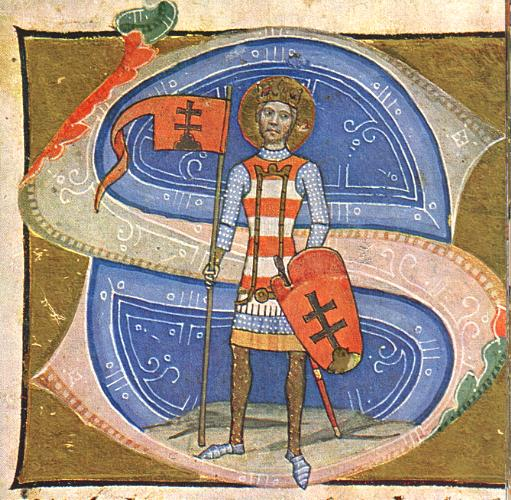
Стефан I Святий, перший угорський король

Князь з династії Арпадів став першим угорським королем Іштваном I Святим (Стефаном) (1000—1038 роки), що заснував християнське Угорське королівство. Протягом XI століття відбувався процес оформлення феодальних відносин в Угорщині. У XI—XII століттях угорські королі поширили свою владу на територію сучасних Словаччини, Трансильванії, Хорватії та Закарпаття. У першій половині XIII столітті угорська ранньосередньовічна держава досягла свого найвищого розвитку.
За підтримки візантійського імператора Бела III у 1181 запровадив в управлінні країною візантійські порядки та звичаї.
У 1241—1242 почалося Монгольське завоювання. Майже половина населення загинула під час військових дій. Половці та яси відкочували на Дунай, ці народи цілковито асимілювалися в Угорщині.
Найвизначніші представники Арпадів:
- Стефан I Святий (Іштван) (997—1038) — перший король з династії Арпадів, запровадив християнство, здійснив низку реформ;
- Ласло I (Владислав I Святий; 1077—1095);
- Коломан I (Кальман Книжник; 1095—1116).

### Угорське королівство Анжу-Сицилійської династії (1301—1526)
Після смерті останнього короля з династії Арпадів  Андрія III (1290—1301) розгорілася боротьба за угорську корону. Владу здобув Карл I Роберт з Анжу-Сицилійської династії капетингів), а успадкував корону Людвік I Великий. Сигізмунд I Люксембург отримав також корону Священної Римської імперії.
1445 року на з'їзді представників вищої угорської аристократії Янош Гуньяді був обраний князем Трансильванії, а в 1446 реґентом Угорщини від імені малолітнього короля Ласло V. В 1448, отримавши золотий ланцюжок від папи, він повернувся на поле битви, проте програв у битві на Косовому полі через зраду сербського князя. 1458 року на льоду річки Дунай містяни та вояки оголосили про обрання короля Матвія Корвіна. Король привертав до себе вчених, діячів культури, гуманістів і освічених людей з усієї Європи, а бібліотека Корвініана стала найбільшою на континенті.
Після його смерті та за відсутності спадкоємця королем став поляк Владислав II Ягеллончик.

## Роздробленість (1526—1867)

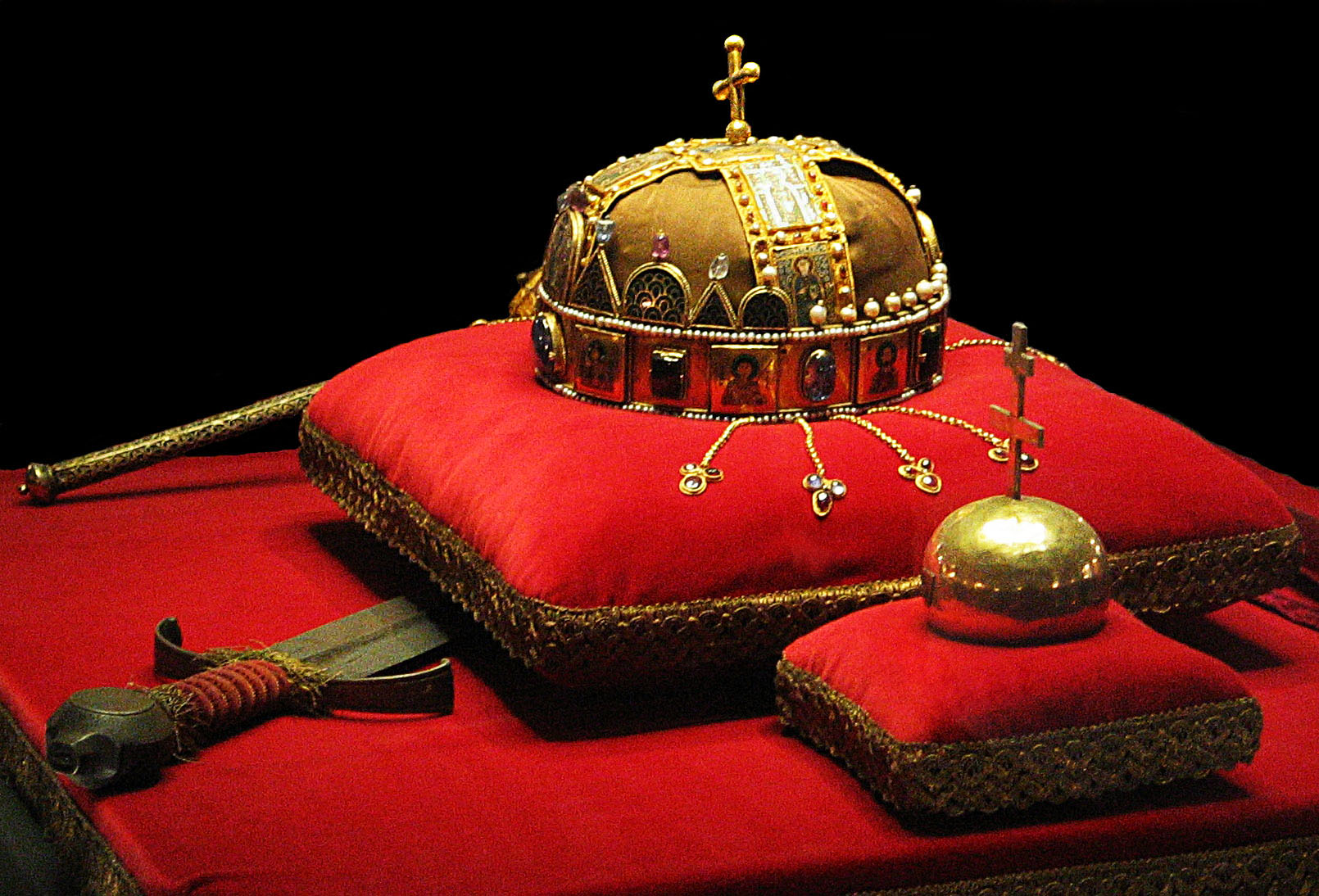
Угорські королівські регалії

Османські війни в Європі призвели до поразки Угорщини (Битва при Могачі (1526)). Людвік II Ягеллончик загинув у битві, новим королем був обраний Януш Заполья та одночасно Фердинанд I Габсбург. Угорщина була розділена на три частини. Королівська Угорщина опинилася під владою Габсбургів. Трансильванське князівство здобуло незалежність. У 1686 Священна ліга захопила Буду, 143-річне османське панування в місті скінчилося. Османська влада протрималася на угорських територіях до 1718.

### Національно-визвольна війна угорського народу (1703—1711)
Ференц II Ракоці керував антигабсбурзькою національно-визвольною війною угорського народу у 1703—1711. Пізніше імператриця Марія-Терезія (1740-80) та імператор Йосиф II (1780-90) (одночасно угорські королева й король) намагалися провести обмежені реформи в дусі «освіченого абсолютизму». Наростав рух за скасування феодальних пережитків, зокрема, кріпацтва. 3 березня 1848 на Національних зборах з промовою виступив Лайош Кошут, вимагаючи реформ, конституції та формування підзвітного парламентові уряду. 15 березня делегація угорського парламенту вирушила до Відня для передачі петиції, почалось повстання у Пешті. 18 березня король Фердинанд V пішов на поступки та призначив Лайоша Баттяні прем'єр-міністром. Збори затвердили цілий комплекс реформ. 11 квітня країна перетворилась на конституційну монархію. На основі створеної у перші дні революції національної гвардії угорський уряд почав створювати власну армію.

## Австро-Угорщина(1867—1918)

Землі корони Святого Стефана позначені зеленим кольором на мапі Австро-Угорщини (16 і 17)

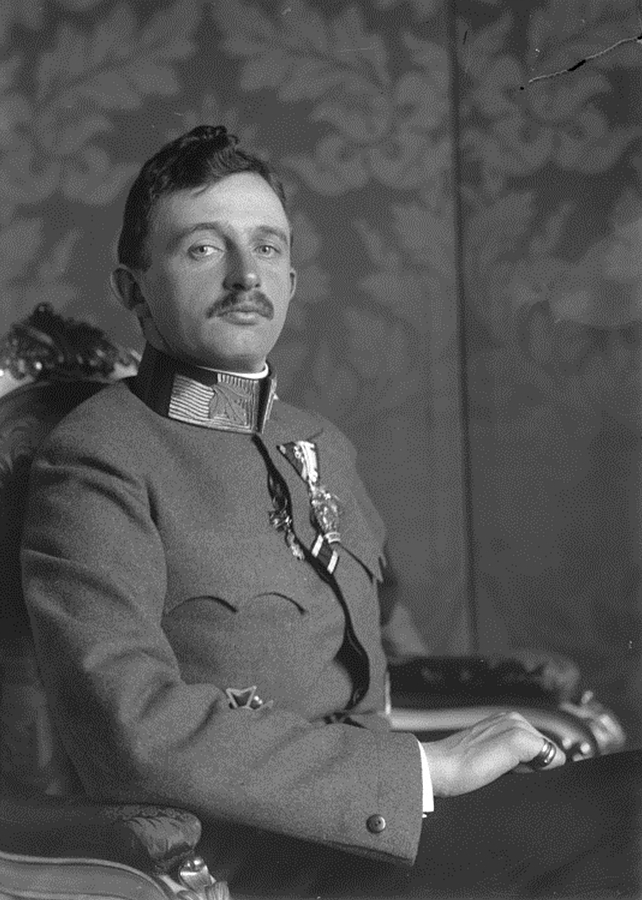
Карл I

Угорщині не вистачило міжнародного визнання, Пруссія, Велика Британія та Франція висловились за збереження єдиної Австрійської монархії. 9 травня російський імператор Микола I пообіцяв військову підтримку Францу-Йосифу I. 21 червня до Угорщини було введено російську армію, революцію було придушено. Попри це Франц Йосиф I пішов на зближення з Угорщиною. На останньому етапі австро-угорських переговорів 15 березня 1867 було підписано Австро-угорський компроміс. Було засновано Будапешт (котрий до цього існував як кілька невеликих міст).
28 червня 1914 року у Сараєво було вбито спадкоємця австрійського престолу ерцгерцога Франца Фердінанда. 7 липня 1914 року прем'єр-міністр Іштван Тиса заявив про необхідність збройного виступу проти Сербії. Почалася Перша світова війна. Війська, набрані в Королівстві Угорщина, присвятили небагато часу обороні власне Угорщини, за винятками Брусиловського прориву в червні 1916 року та вторгнення румунської армії у Трансильванію кількома місяцями пізніше. 11 листопада 1918 війна закінчилася програшем. У жовтні-листопаді 1918 року Австро-Угорщина припинила існування.

### Габсбурги
- Фердинанд I Габсбург (1526—1564);
- Максиміліан II Габсбург (1563—1572);
- Рудольф II (1572—1608);
- Матвій Габсбург (1608—1619);
- Фердинанд II Габсбург (1618—1625);
- Фердинанд III Габсбург (1625—1647);
- Фердинанд IV Габсбург (1647—1654);
- Леопольд I Габсбург (1655—1687);
- Йозеф I Габсбург (1687—1711);
- Карл VI Габсбург (1711—1740).

#### Династія Габсбурзько-Лотарінгська
- 1740—1780 Марія-Терезія;
- 1780—1790 Йосиф II;
- 1790—1792 Леопольд II;
- 1792—1804 Франц II;
- 1804—1835 Франц I (Франц II, імператор Священної Римської імперії);
- 1835—1848 Фердинанд I;
- 1848—1916 Франц Йосиф I;
- 1916—1918 Карл I.

## Перехідний період (1918—1920)

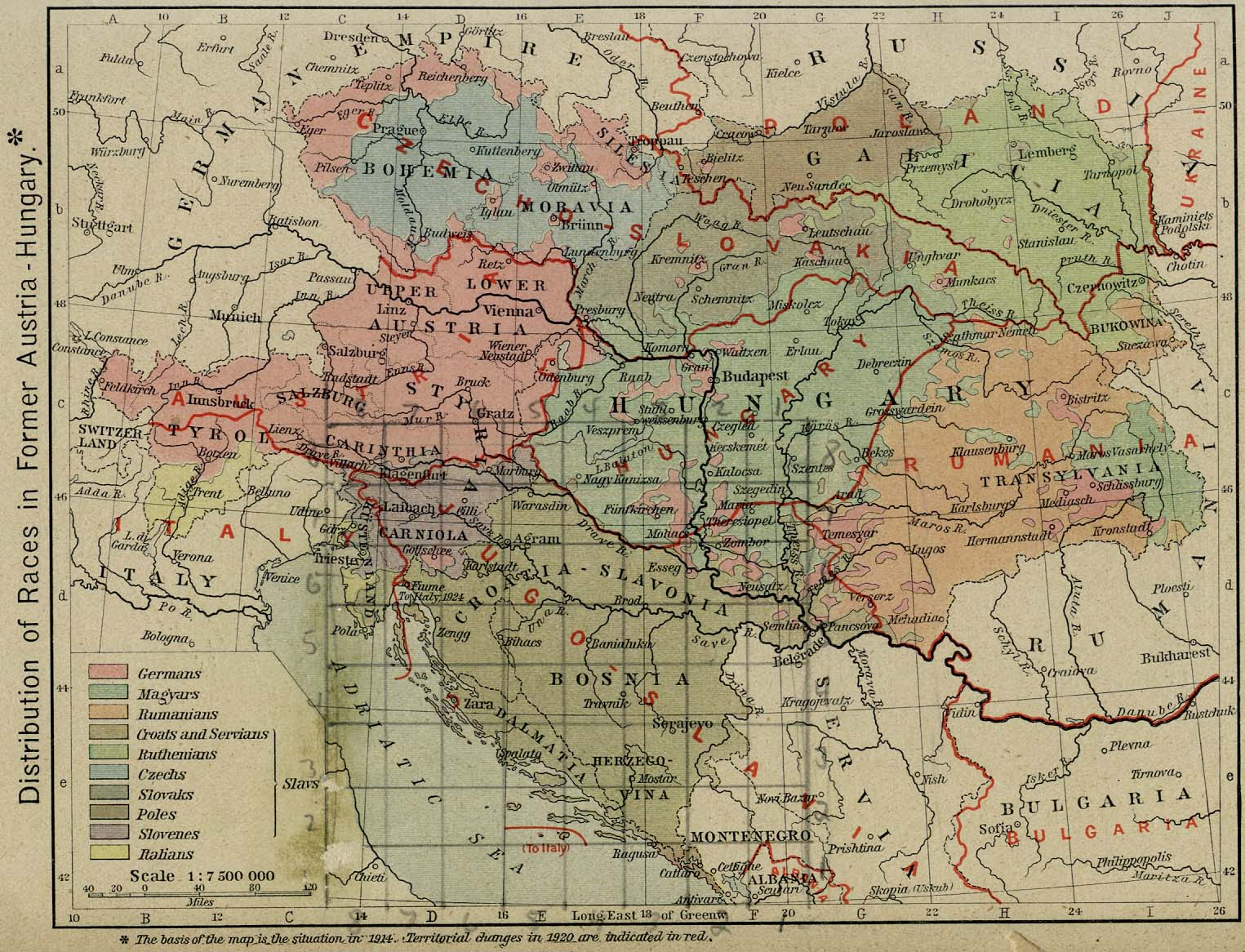
Угорщина до і після Тріанонського договору

В умовах поразки габсбурзької монархії у війні та розвалу Австро-Угорської імперії 31 жовтня 1918 року в Угорщині перемогла демократична революція, внаслідок якої країна відновила свою незалежність і була проголошена республікою (16.11.1918). Після революції на перший план виступило національно-територіальне питання, оскільки немадярські народи — румуни, серби, хорвати, словаки рішуче прагнули відокремлення. На Закарпатті угорський уряд схвалив автономне утворення — так звану, Руську Країну. Однак Всекарпатський конгрес, що відбувся у січні 1919 в Хусті, висловився за возз'єднання Закарпаття з Українською Народною Республікою. Одночасно на Рахівщині та Мармарощині утворилася Гуцульська республіка. У 1919-20 у Будапешті перебували українські дипломатичні місії: УНР (голова М. Ґалаґан) і ЗУНР (гол. Я. Біберович).

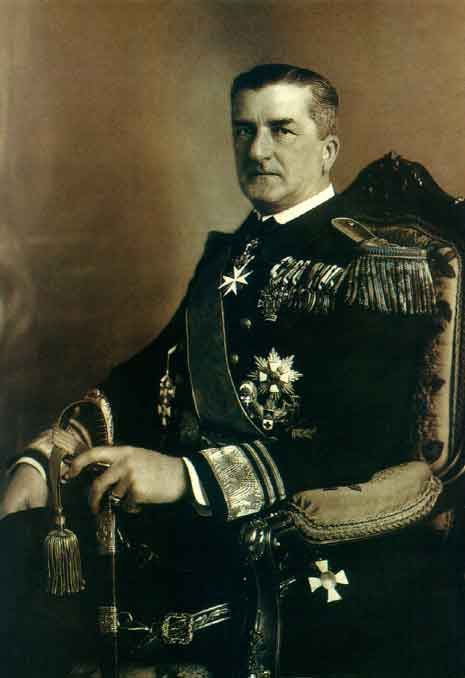
Міклош Горті

Наступна революція 21 березня 1919, скасувала Угорську Демократичну Республіку, а Бела Кун проголосив недовготривалу Угорську Радянську Республіку. 16 квітня 1919 Радянський уряд Угорської Радянської республіки почав війну проти Румунії. 4 серпня румунська армія взяла Будапешт і повалила уряд Бели Куна. Після ліквідації комуністичної влади було встановлено диктатуру Міклоша Горті.

## Угорське королівство (1920—1946)
Мілоша Горті було призначено регентом з фактично необмеженою владою при королі Карлі I. Сподіваючись, що гітлерівський уряд допоможе повернути втрачені території, гортистський режим пішов на встановлення союзницьких відносин з нацистською Німеччиною. Горті був регентом до 16 жовтня 1944 року, проте Угорщина залишалася парламентською демократією.
Перший Віденський арбітраж у 1938 році дозволив Угорщині, після проголошення незалежності Словаччини 14 березня 1939 року, почати окупацію частини Підкарпатської Русі. Від Чехословаччини були відокремлені та передані Угорщині південна частина Підкарпатської Русі (Карпатської України) і райони південної Словаччини, населені переважно угорцями. Словацька республіка тактично програла Словацько-угорську війну. Другий Віденський арбітраж у 1940 закріпив угорську владу у Північній Трансильванії. У 1941 році угорська армія взяла участь у вторгненні в Югославії (Операція «Ауфмарш 25»). 22 червня 1941 Німеччина напала на Радянський Союз в рамках операції Барбаросса. Угорщина розпочала відлік війни проти СРСР. Серед найуспішніших операцій — битва під Уманню.
Країна виявилася майже цілковито зруйнованою. 13 січня 1945 Будапештом та центральними районами Угорщини заволоділи війська РСЧА. Паризькі мирні договори (1947) скасували збільшення територій Угорщини за рахунок Чехословаччини та Румунії.

## Столиці
| Назва                                   | Період           |
| --------------------------------------- | ---------------- |
| Секешфегервар                           | 1000–1543        |
| Естергом                                | 1000–1256        |
| Буда                                    | 1256–1315        |
| Тімішоара                               | 1315–1323        |
| Вишеград                                | 1323–1408        |
| Буда                                    | 1408–1485        |
| Відень                                  | 1485–1490        |
| Буда                                    | 1490–1536 (1541) |
| Ліппі (Східно-Угорське Королівство)     | 1541–1542        |
| Алба-Юлія (Східно-Угорське Королівство) | 1542–1570        |
| Братислава                              | 1536–1784        |
| Буда                                    | 1784–1849        |
| Дебрецен                                | 1849             |
| Буда                                    | 1849–1873        |
| Будапешт                                | 1873–1944        |
| Дебрецен                                | 1944             |
| Будапешт                                | 1944–1946        |